# Hrabstwo Coffee (Georgia)

Piramida wieku hrabstwa

Hrabstwo Coffee (ang. Coffee County) – hrabstwo w stanie Georgia w Stanach Zjednoczonych. Jego siedzibą administracyjną jest Douglas.

## Geografia
Według spisu z 2000 roku obszar całkowity hrabstwa obejmuje powierzchnię 602,61 mil2 (1560,75 km²), z czego 598,90 mil2 (1551,14 km²) stanowią lądy, a 3,72 mil2 (9,63 km²) stanowią wody. 

### Miejscowości
- Ambrose
- Broxton
- Douglas
- Nicholls

### Sąsiednie hrabstwa
- Hrabstwo Telfair (północ)
- Hrabstwo Jeff Davis (północny wschód)
- Hrabstwo Bacon (wschód)
- Hrabstwo Ware (południowy wschód)
- Hrabstwo Atkinson (południe)
- Hrabstwo Berrien (południowy zachód)
- Hrabstwo Irwin (zachód)
- Hrabstwo Ben Hill (zachód)

## Demografia
Według spisu z 2020 roku liczy 43,1 tys. mieszkańców, co oznacza wzrost o 1,7% w porównaniu z poprzednim spisem z roku 2010. Według danych pięcioletnich z 2021 roku 67,9% to biali (56,6% nie licząc Latynosów), 28,7% czarnoskórzy lub Afroamerykanie, 1,7% miało rasę mieszaną, 0,9% Azjaci, 0,6% to rdzenna ludność Ameryki i 0,2% pochodziło z wysp Pacyfiku. Latynosi stanowili 12,8% populacji hrabstwa.

## Religia
W 2020 roku hrabstwo zdominowane jest przez protestanckie wspólnoty baptystyczne (34 zbory) i zielonoświątkowe (21 zborów). Wyznania nieprotestanckie obejmowały mormonów (2,4%), katolików (1,3%) i świadków Jehowy (1,2%).

## Polityka
Hrabstwo jest przeważająco republikańskie, gdzie w wyborach prezydenckich w 2020 roku, 69,5% głosów otrzymał Donald Trump i 29,7% przypadło dla Joe Bidena. 